# David Diringer
David Diringer (geb. 16. Juni 1900 in Tlumacz, Galizien, Österreich-Ungarn; gest. 13. Februar 1975 in Cambridge, England) war ein jüdischer, in Großbritannien eingebürgerter Orientalist und Sprachwissenschaftler.

## Leben und Wirken
David Diringer erhielt eine traditionelle jüdische Erziehung und schloss das Gymnasium in Wien im Verlauf des Ersten Weltkriegs ab. 1920 wanderte er nach Palästina aus, schloss sich der Kibbuzbewegung an und erkrankte in Tel Aviv an Malaria, worauf er zur Erholung nach Italien reiste und an der Universität Florenz Geschichte und semitische Epigraphik studierte, unter anderem bei Umberto Cassuto. Er promovierte mit einer Dissertation über semitische Epigraphik. Vor dem Ausbruch des Zweiten Weltkriegs zog er nach England, wo er zehn Jahre als Sprachforscher tätig war und dann während 20 Jahren an der Universität Cambridge lehrte. 1968 zog er wiederum nach Israel und war abwechselnd Hochschullehrer an der Bar-Ilan-Universität und in England. Zudem war er Direktor des Alphabet-Museums in Tel Aviv, das er 1958 in Cambridge gegründet hatte. Das Alphabet-Museum war 1965 auf Vorschlag des damaligen Direktors des Ha'aretz Museums nach Tel Aviv überführt worden und befindet sich seit Beginn der 1970er Jahre in Ramat Aviv.
Diringer starb 1975 in Cambridge und wurde in Israel bestattet. Er erforschte die Sprachentwicklung und die Schriftgeschichte. Er verfasste mehrere bedeutende Werke zum Thema Schrift.

## Zitat
„Die alphabetische Schrift ist das letzte, höchstentwickelte, zweckmäßigste und anpassungsfähigste System des Schreibens.“

## Publikationen
- The Alphabet: A Key to the History of Mankind; ISBN 81-215-0748-0
- History of the Alphabet, 1977; ISBN 0-905418-12-3
- The Book Before Printing: Ancient, Medieval and Oriental; ISBN 0-486-24243-9
- The Alphabet, ISBN 0-09-067642-4
- The Illuminated Book; ISBN 0-571-08077-4
- Writing. 1962 (Ancient Peoples and Places)